# Tanaecia palabuana
Tanaecia palabuana är en fjärilsart som beskrevs av Hans Fruhstorfer 1913. Tanaecia palabuana ingår i släktet Tanaecia och familjen praktfjärilar. Inga underarter finns listade i Catalogue of Life.